# وودویل (جورجیا)
وودویل، جورجیا (به انگلیسی: Woodville, Georgia) یک شهر در ایالات متحده آمریکا با جمعیت ۴۰۰ نفر است که در جورجیا واقع شده‌است.

## موقعیت جغرافیایی
موقعیت جغرافیایی شهرها و مناطق اطراف به شرح زیر است: